# Jerônimo Gonçalves
Jerônimo Francisco Gonçalves (Salvador, 23 de abril de 1835 – Rio de Janeiro, 1 de maio de 1903) foi um almirante brasileiro da Marinha do Brasil, participante da Guerra do Paraguai e Revolta da Armada.

## Biografia
Nascido em Salvador, foi para o Rio de Janeiro em 1851, cursou como aspirante à guarda-marinha na Escola Naval e foi promovido em 10 de novembro de 1853, depois foi promovido como segundo-tenente em 12 de março de 1856 e primeiro-tenente em 16 de novembro de 1859.
na Guerra do Paraguai, comandou em novembro de 1865 a canhoeira Henrique Martins, no mês de abril no Combate da Ilha da Redenção ganhou uma vitória decisiva no fronte ao bombardear a Fortaleza de Itapirú em 16 de abril e no dia seguinte ocorreu a Batalha de Itapirú, iniciando a invasão aliada no Paraguai.
Foi promovido a capitão-tenente no dia 21 de janeiro de 1867, em 2 de fevereiro de 1867, assumiu em comando do encouraçado Cabral, em 15 de agosto fez parte da Divisão de Alvim na Passagem do Curupaiti, rebocando o chata Riachuelo e combateu as fortificações da Bateria de Londres.
Em 6 de fevereiro de 1868, assumiu um novo cargo comandando o Monitor Silvado, na noite do dia 2 de março apoiou os encouraçados Lima Barros e Cabral na abordagem dos paraguaios, em 10 de abril bombardeia a Fortaleza de Humaitá.
Em 16 de fevereiro de 1869, assume o comando do encouraçado Colombo em uma das ultimas operações da Marinha Brasileira no rio Manduvirá, em 12 de abril de 1868 se torna Capitão de Fragata e em 2 de dezembro de 1869, Capitão de Mar e Guerra.
No final da guerra, se casou com Hercília Baggi de Araújo no dia 18 de fevereiro de 1871, a qual teve 9 filhos. Em paz comandou o Fragata Amazonas e um Distrito Naval na Bahia, foi estudar na Europa em 1874 sobre torpedos e chegou a ser posto à chefe de divisão em 24 de dezembro de 1881 e depois Chefe de Esquadra em 16 de junho de 1883, no mesmo ano foi para a reserva militar.
Em 21 de outubro de 1893, durante a Segunda Revolta da Armada, voltou à ativa por ordem de Floriano Peixoto, assumiu comando da "Esquadra de Papelão" constituída pelo navios Tiradentes, Bahia e Santos. Chegaram de Recife no dia 26 de novembro para reforçar a Esquadra os cruzadores Nitéroi e Andrada e as torpedeiras Gustavo Sampaio, Silvado, Greenhalg, Pedro Ivo, Pedro Afonso, Piratini e Bento Gonçalves.

Em 22 de janeiro de 1894, zarpou de Montevidéu rumo a Salvador e ficaram lá por todo o mês de fevereiro e deixaram Salvador rumo ao Rio de Janeiro em 12 de março   